# Урош Десница
Урош Десница (Обровац, 28. август 1874 — Сплит, 13. јул 1941) био је правник и политичар.

## Биографија
Основну школу завршава у Обровцу а класичну гимназију у Задру. Студирао је истекао титулу доктора права на Универзитету у Бечу. За време студије био је члан организације српских студената Зора.
У периоду 1897–1900 ради у среском суду у Обровцу и покрајинском у Задру. Од 1900. отвара своју адвокатску канцеларију у канцеларију и постаје политички активан као члан Српске народне странке на Приморју.
Десница је био присталица српско-хрватске сарадње и са тих позиција учествује у доношењу Задарске резолуције 1905. године.
Оштро се противио аустроугарској анекцији Босне и Херцеговини, чему је посветио низ чланака објављених у италијанској штампи. Вријеме Првог свјетског рата провео је у Обровцу и на породичном имању у Исламу грчком.
Противио се италијанској окупацији Далмације. Један је од аутора Апела народа Сјеверне Далмације у којем се тражи од сила Антанте да зауставе италијанске акције.
Покренуо је и објављивао Наш лист од 1919. до 1920.
Италијанске власти га хапсе као пројугословенског интелектуалца и интернирају код Перуђе. Након повратка из интернације отвара адвокатску канцеларију у Обровцу, док је Задар био под италијанском управом.
Од двадесетих година политички је активан као дио Народне радикалне странке, чију организацију успоставља у бенковачкком срезу. Биран је за посланика Народне скупштине 1923. године.
Од 1919. до 1926. уређује лист Држава објављиван у Сплиту. Своју адвокатску канцеларију измјешта у Сплит, гдје је био члан адвокатске коморе.
Подржавао је шестојануарски режим. Политичку делатност наставља у оквиру ЈНС. 
Биран је за сенатора 1923. као кандидат у Приморској бановини.
До 1933. обављао је функцију предсједника Привредно-културне матице за Сјеверну Далмацију. Матица и Десница били су предмет критика свештеника и публицисте из Шибеника Стеве Пространа који је у једном листу написао критиковао варошку интелигенцију у северној Далмацији због њеног нехата и користољубља док је истодобно хвалио шумадијску стваралачку интелигенцију. Овим поводом написана је декларација коју потписује Десница и неколико чланова елите Срба Далмација. Десница је био супростраствљен групи коју је предводио др Иринеј (Ђорђевић). У неколико листова размјењивали су међусобне оптужбне за малверзације и друга недјела. Интензивни вербални сукоб прекинуло је убиство краља Александра 1934. а наредне објаве зауставља државни тужилац сматрајући да је кампања већ прешла границе дозвољеног и изазвала нерасположење у појединим мјестима.
Сенатски мандат трајао му је до 3. јуна 1938. однонсо пуних шест година.
Када ЈНС у вријеме избора 1938. одлучује да подржи Мачека, Десница организује збор Срба Далмације на којем се доноси закључак да подржавају ЈРЗ Милана Стојадиновића, након чега доноси одређен број гласова Стојадиновићевој опцији.
Након окупације Краљевине Југославије, постаје организатор Одбора за помоћ српским избјеглицама у Сјеверној Далмацији и коиницијатор петиције којом се тражи од италијанских снага да окупирају дјелове Далмације које предоминантно настањују Срби.
Одликован је Орденом Светог Саве II реда.

## Приватни живот
Деснице су угледна породица далматинских Срба. Отац Владимир (1850–1922) био је политички представник Срба и предсједник општине Обровац, док је мајка грофица Олге Деде-Јанковић била ћерка последњег мушког потомка лозе витеза Стојана Јанковића. Његов млађи брат Бошко Десница био је историчар.
Син му је српски и југословенски књижевник Владан Десница.